# Le Droit Humain
Međunarodni red slobodnog zidarstva za muškarce i žene "Ljudska prava" (fran. Ordre Maçonnique Mixte International "Le Droit Humain"; engl. International Order of Freemasonry for Men and Women "Le Droit Humain"), najčešće Le Droit Humain International, je
međunarodna mješovita te liberalna slobodnozidarska velika loža sa sjedištem u Francuskoj. 
Prva je slobodnozidarska institucija koja je prihvatila načela apsolutne jednakosti među muškarcima i ženama svih rasa, narodnosti i religija. Red je osnovan 1893. godine u Parizu. Za razliku od drugih slobodnozidarskih velikih loža koje djeluju samo u nacionalnoj ili pokrajinskoj nadležnosti, Red je globalno je bratstvo i sestrinstvo s mnogim federacijama u preko 60 zemalja na pet kontinenata.

## Svrha
Red "Le Droit Humain" temelji se na dvostrukom pristupu koji obuhvaća individualnu i kolektivnu razinu djelovanja. Na individualnoj razini, Red teži promicanju razvoja i unapređenja vrijednosti svakog pojedinca, pri čemu izričito odbacuje nametanje dogmi te ne traži napuštanje osobnih kulturnih ili religijskih uvjerenja. Na kolektivnoj razini, cilj Reda je okupljanje muškaraca i žena koji dijele zajedničku humanističku duhovnost, uz istodobno poštivanje osobnih, kulturnih i svjetonazorskih različitosti među članovima.

## Povijest
Red je nastao iz vizije njegovog osnivača francuskog liječnika Georgesa Martina. Cilj stvaranja istinskog jedinstva među ljudima bilo je i ostalo do današnjeg dana glavna zadaća Reda, a plodovi te vizije vidljivi su iz rasprostranjenosti i veličine djelovanja našeg bratstva. Martin je unutar Reda integrirao stupnjeve plave lože sa stupnjevima Drevnog i prihvaćenog Škotskog obreda, povezujući ih u zajedničku cjelinu. Istovremeno, ostavio je prostor za izvođenje svih ostalih obreda poput Yorčkog obreda i dr. Ovakav sveobuhvatni pristup svidio se slobodnim zidarima te u to doba Red raste s ložama u Francuskoj, Ujedinjenom Kraljevstvu i Švicarskoj. Britanska Federacija je prva organizacija Reda osnovana izvan Francuske.
U skladu s liberalnim reformama Europe s kraja 19. stoljeća, poput pokreta za ženska prava, pojedini članovi nastoje uvesti žene u slobodno zidarstvo. Mnogima to ne polazi za rukom. Ipak, Georges Martin omogućava uvođenje žena te se 14. siječnja 1882. u Ložu "Les Libres Penseurs" u gradu Pecq zapadno od Pariza inicira Maria Deraismes. Ona postaje bitan dio skupine ljudi koji će kasnije osnovati Red u njegovom današnjem obliku. Nakon godinu dana, 4. travnja 1893. godine, zajedno s Martinom ona osniva Veliku simboličku ložu "Le Droit Humain".
Red u Hrvatskoj je bio aktivan između 1925. i 1940. godine, te je danas aktivan od 2016. godine.

## Ustroj
Sjedište Međunarodnog reda "Le Droit Humain" je u Parizu, Francuska. Redom upravlja Vrhovno vijeće sa sjedištem u Parizu. Međutim, prema njihovoj međunarodnoj konstituciji, federacije članice imaju slobodu samouprave.

### Lože
Plave lože su organizirane prema državama ili, negdje, savezima više država na određenom području. Ovisno o broju loža i broju njihovih članova mogu biti u tri razine: federacije, pionirske federacije ili pionirske lože. U kolovozu 2024. godine, Međunarodni red "Le Droit Humain" je nazočan u preko 60 zemalja kroz 54 ogranka na različitim razinama članstva.
- Američka federacija[5]
- Argentinska pionirska federacija[6]
- Australska federacija[7]
- Austrijska federacija[8]
- Belgijska federacija[9]
- Brazilska federacija[10]
- Britanska federacija[11]
- Bugarska federacija[12]
- Čileanska pionirska federacija[13]
- Finska federacija[14]
- Francuska federacija[15]
- Grčka federacija[16]
- Islandska federacija[17]
- Talijanska federacija[18]
- Izraelska pionirska federacija
- Južnoafrička federacija[19]
- Kamerunska federacija
- Kolumbijska federacija[20]
- Luksemburška pionirska federacija[21]
- Mauricijska pionirska federacija
- Madagaskarska federacija
- Meksička pionirska federacija
- Nizozemska federacija[22]
- Njemačka pionirska federacija[23]
- Paragvajska federacija[24]
- Peruanska pionirska federacija
- Poljska federacija[25]
- Portugalska federacija[26]
- Rumunjska pionirska federacija
- Španjolska federacija[27]
- Švicarska federacija[28]
- Urugvajska pionirska federacija
- Skandinavska federacija[29]
- Zapadnoafrička federacija
- Gabonsko-Kongoanska pionirska federacija
- Češko-slovačka pionirska federacija
- Bolivijska pionirska loža
- Ekvadorska pionirska loža
- Gvinejska pionirska loža
- Filipinska pionirska loža
- Hrvatska pionirska loža
- Japanska pionirska loža[30]
- Kanadske pionirske lože[31]
- Kostarikanska pionirska loža
- Libanonska pionirska loža
- Mađarska pionirska loža[32]
- Marokanska pionirska loža
- Nigerijska pionirska loža
- Ruska pionirska loža[33]
- Senegalska pionirska loža
- Srpska pionirska loža[34]
- Tajlandska pionirska loža
- Venecuelanska pionirska loža

### Uprava
Međunarodnin redom upravlja veliki majstor (fra. Grand Maitre) koji se bira na petogodišnje razdoblje. Dosadašnji veliki majstori su:
1. Marie-Georges Martin (1903. – 1914.)
2. Marie Bonnevial (1914. – 1918.)
3. Eugène Piron (1918. – 1921.)
4. Lucien Lévi (1928. – 1934.)
5. Henri Petit (1934. – 1947.)
6. Marguerite Martin (1947. – 1954.)
7. Charles Cambillard (1954. – 1969.)
8. André Clément (1969. – 1976.)
9. Jacques Choiez (1976. – 1990.)
10. Marc Grosjean (1990. – 1997.)
11. Njördur Njardvik (1997. – 2007.)
12. Danièle Juette (2007. – 2012.)
13. Yvette Ramon (2012. – 2017.)
14. Daniel Bolens (2017. – 2022.)
15. René Motro (od 2022.)

### Međunarodna suradnja
Međunarodni red "Le Droit Humain" potpisao je povelje o prijateljstvu i međusobnom priznavanju s nekoliko velikih orijenata/loža, među kojima su i Veliki orijent Francuske, Velika ženska loža Francuske i Veliki orijent Belgije, kao i Velika loža kulture i duhovnosti.
Francuska, Belgijska, Portugalska i Španjolska federacija su članice Alijanse masone Europe, dok je Francuska federacija bila članica CLIPSAS-a.

### Obredi
Svaka federacija ili pionirska loža u strukturi Međunarodnog reda suvereno upravlja simboličkim stupnjevima plave lože (učenik, pomoćnik i majstor) i delegira upravljanje visokim stupnjevima na dodatna tijela i redove. Obredi koji se rade u plavim ložama su:
- Drevi i prihvaćeni škotski obred (samo prva tri stupnja),
- Ispravljeni škotski obred (samo prva tri stupnja),
- Francuski obred (samo prva tri stupnja),
- Yorčki obred (samo prva tri stupnja),
- Emulacijski obred,
- Obred Memfisa-Mizraima (samo prva tri stupnja).

## Škotski red
Upravljanje visokim stupnjevima je delegirano na Vrhovno opće mješovito vijeće "Le Droit Humain" (fran. Suprême Conseil universel mixte "le Droit Humain").
Vrhovno opće mješovito vijeće je jedan od supotpisnika Velika univerzalna povelja o visokim škotskim stupnjevima (fran. Grande Charte Universelle des Hauts Grades Ecossais; engl. Universal Grand Charter of the Higher Scottish Degrees) koju je 14. prosinca 2019. godine potpisao 31 vrhovni savjet iz Europe, Amerike te sjeverne Afrike. Potpisnici će se međusobno priznavati zadržavajući punu suverenost. Među potpisnicima su vrhovni savjeti pri Velikom orijentu Francuske, Velikoj loži Italije, Velikoj ženskoj loži Francuske, Velika nacionalna loža Hrvatske i dr.

## Vanjske poveznice
- Službena stranica
- Le Droit Humain Hrvatska